# Alban Ramaj
Alban Ramaj (* 8. November 1985 in Peć, SFR Jugoslawien, heute Kosovo) ist ein kosovarischer Fußballspieler.

## Karriere
Alban Ramaj begann in den Jugendabteilungen des Würzburger FV. Er schaffte 2002 den Sprung in die U-19-Mannschaft und 2004 in die erste Mannschaft vom Würzburger FV. Zur Saison 2005/06 wechselte er zum TSV 1860 München II, dort blieb er bis zum Ende der Saison 2007 und wechselte im Anschluss zum Energie Cottbus II. Zur Spielzeit 2008/09 wechselte er zum Drittligisten Kickers Emden nach Ostfriesland. Nachdem sich Emden nach der Saison 2008/09 aus lizenzrechtlichen Gründen freiwillig in die Oberliga zurückgezogen hatte, wechselte er zum FC Erzgebirge Aue.
Bei Aue war der Linksaußen in der Saison 2009/10 Stammspieler bis zu seiner roten Karte am 32. Spieltag und trug mit seinen sechs Toren in 30 Einsätzen zum Aufstieg in die 2. Bundesliga bei. Nachdem er aufgrund von Oberschenkelproblemen im folgenden Zweitligajahr den Saisonstart verpasst hatte, hatte er Schwierigkeiten sich in die Mannschaft zurückzukämpfen. Ab dem 29. Spieltag stand er aber wieder in der Startaufstellung und kam insgesamt noch auf immerhin 15 Saisonspiele. In der Hinrunde 2011/12 kam er jedoch nur noch auf drei Einsätze für Aue. Am 31. Januar 2012 unterschrieb Ramaj einen Eineinhalbjahresvertrag beim FC Carl Zeiss Jena. Bereits nach einem halben Jahr gab sein Verein die Trennung zum 30. Juni 2012 bekannt.
Im Januar 2013 schloss sich der vereinslose Ramaj den Würzburger Kickers an. Nach 13 Rückrundenspielen für die Kickers in der Regionalliga Bayern wechselte er im Sommer 2013 zum FC 08 Homburg, wo er einen Einjahresvertrag unterschrieb. Im Januar 2015 wechselte Ramaj zum SV Waldhof Mannheim, den er im Sommer wieder verließ. Im Januar 2016 kehrte er zurück, kam aber kaum zum Einsatz. Nach nur einem Einsatz für die erste Mannschaft stand er dem Verein zumeist nicht zur Verfügung und kam nach mehreren Monaten erst im Frühjahr 2017 zu sieben Ligaspielen und vier -treffern für die zweite Mannschaft des SV Waldhof Mannheim mit Spielbetrieb in der Landesliga Rhein/Neckar.

## Erfolge
- Aufstieg in die 2. Bundesliga 2010 mit Erzgebirge Aue